# Brad Sullivan
Bradford Edward Sullivan, detto Brad (Chicago, 18 novembre 1931 – Glastonbury, 31 dicembre 2008) è stato un attore statunitense, noto per aver interpretato Cole ne La stangata, Mo Wanchuk in Colpo secco, George in The Untouchables - Gli intoccabili e Henry Wingo ne Il principe delle maree.

## Biografia
Sullivan nacque a Chicago e servì nell'esercito statunitense durante la guerra di Corea. In seguito frequentò l'Università del Maine. Dopo un tour con una compagnia teatrale, si trasferì a New York e studiò all'American Theatre Wing. Sullivan debuttò in Red Roses for Me nel 1961, e apparve nel cast del musical South Pacific.
Negli anni '60 e nei primi anni '70, apparve in due produzioni del New York Shakespeare Festival, Coriolanus al Delacorte Theater di Central Park (1965) e The Memorandum di Václav Havel e del musical Stag Movie di David Newbburge-Jacques Urbont (1971). Nel 1972, fece il suo debutto cinematografico nel film drammatico militare Parades (1972) e recitò nell'opera teatrale Sticks and Bones di David Rabe, nei film La stangata (1973) e Colpo secco (1977).
In seguito, interpretò a Broadway tre diversi ufficiali militari in The Basic Training of Pavlo Hummel di David Rabe, con Al Pacino. L'anno seguente, Sullivan ottenne una nomination al Drama Desk Award come miglior attore non protagonista in un musical per la sua performance in Working, tratto dal libro di Studs Terkel. Sullivan apparve anche in altre opere teatrali come The Wake of Jamey Foster di Beth Henley; The Caine Mutiny Court Martial di Circle in the Square; Orpheus Descending di Tennessee Williams, diretto da Peter Hall; e una versione teatrale del film On the Waterfront.

## Vita privata
Sullivan si ritirò dalle scene nel 2000 e visse nell'Upper West Side di Manhattan. Morì il 31 dicembre 2008, all'età di 77 anni, di cancro. Oggi riposa nel cimitero Cummaquid di Barnstable, Massachusetts.

## Filmografia

### Cinema
- Parades, regia di Robert J. Siegel (1972)
- La stangata (The Sting), regia di George Roy Hill (1973)
- Colpo secco (Slap Shot), regia di George Roy Hill (1977)
- La scelta (Walk Proud), regia di Richard L. Collins (1979)
- L'isola (The Island), regia di Michael Ritchie (1980)
- Storie di fantasmi (Ghost Story), regia di John Irvin (1981)
- Cold River, regia di Fred G. Sullivan (1982)
- Terrore al luna park (The New Kids), regia di Sean S. Cunningham (1985)
- Tin Men - 2 imbroglioni con signora (Tin Men), regia di Barry Levinson (1987)
- The Untouchables - Gli intoccabili (The Untouchables), regia di Brian De Palma (1987)
- L'allegra fattoria (Funny Farm), regia di George Roy Hill (1988)
- Dead Bang - A colpo sicuro (Dead Bang), regia di John Frankenheimer (1989)
- 4 pazzi in libertà (The Dream Team), regia di Howard Zieff (1989)
- Signs of Life, regia di John David Coles (1989)
- The Abyss, regia di James Cameron (1989)
- Indiziato di reato (Guilty by Suspicion), regia di Irwin Winkler (1991)
- I corridoi del potere (True Colors), regia di Herbert Ross (1991)
- Il principe delle maree (The Prince of Tides), regia di Barbra Streisand (1991)
- Sister Act 2 - Più svitata che mai (Sister Act 2: Back in the Habit), regia di Bill Duke (1993)
- Gangster per gioco (The Jerky Boys), regia di James Melkonian (1995)
- Operazione Canadian Bacon (Canadian Bacon), regia di Michael Moore (1995)
- Un furfante tra i boyscout (Bushwhacked), regia di Greg Beeman (1995)
- The Fantasticks, regia di Michael Ritchie (2000)

### Televisione
- Sticks and Bones, regia di Robert Downey Sr. (1973) - film TV
- Gli emigranti (The Migrants), regia di Tom Gries - film TV (1974)
- Il meglio del west (Best of the West) - serie TV, un episodio (1981)
- George Washington - miniserie TV (1984)
- Miami Vice - serie TV, episodio 3x15 (1987)
- La contropartita (Clinton and Nadine), regia di Jerry Schatzberg (1987) - film TV
- Un giustiziere a New York (The Equalizer) - serie TV, 2 episodi (1986-1989)
- The Gambler Returns: The Luck of the Draw, regia di Dick Lowry (1991) - film TV
- Io volerò via (I'll Fly Away) - serie TV, 7 episodi (1991-1992)
- Against the Law - serie TV, episodio 1x10 (1990)
- NYPD - New York Police Department (NYPD Blue) - serie TV, 4 episodi (1995-1998)
- Nothing Sacred - serie TV, 20 episodi (1997-1998)
- Law & Order - I due volti della giustizia (Law & Order) - serie TV, 2 episodi (1991-2000)

## Doppiatori italiani
- Sergio Matteucci in The Untouchables - Gli intoccabili